# Bavarisaurus
Bavarisaurus ("lagarto da Baviera") é um gênero extinto de lagarto basal encontrado no calcário de Solnhofen, próximo a Baviera, Alemanha. Foi conhecido através de um fóssil de seu esqueleto encontrado na região do estômago de um Compsognathus, um pequeno dinossauro terópode, foi originalmente atribuído ao gênero, mas foi renomeado para Schoenesmahl em 2017.